# Fimbristylis woodrowii
Fimbristylis woodrowii är en halvgräsart som beskrevs av Charles Baron Clarke. Fimbristylis woodrowii ingår i släktet Fimbristylis och familjen halvgräs. Inga underarter finns listade i Catalogue of Life.